# Anoxia cypria
Anoxia cypria är en skalbaggsart som beskrevs av Zurcher 1911. Anoxia cypria ingår i släktet Anoxia och familjen Melolonthidae. Inga underarter finns listade i Catalogue of Life.